# Politikens filmjournal 029
Politikens filmjournal 029 er en dansk ugerevy fra 1950.

## Handling
Synopsis fra Ole Brages katalog (se også kilde)
1. Kong Frederik inspicerer tropperne under vintermanøvrerne på Fyn (1.39 min)
2. To militærfly forulykket ved Måløv (0.51)
3. Ballet - primballerinaen Moira Shearers bryllup med forfatteren Kennedy (1.22)
4. Paasikivi indsættes som Finlands præsident (1.08)
5. Verdensmesterskabet i bobslædekørsel i Italien vindes af USA (2.27)
6. Dramatisk filmoptagelse i spansk tyrefægterarena (1.20)[1]